# Tom Stincic
Tom Stincic é um ex-jogador profissional de futebol americano estadunidense.

## Carreira
Tom Stincic foi campeão da temporada de 1971 da National Football League jogando pelo Dallas Cowboys.